# 渡部博文
渡部 博文（わたなべ ひろふみ、1987年7月7日 - ）は、日本の実業家。株式会社レノファ山口代表取締役社長、株式会社ESPORTES代表取締役社長。元プロサッカー選手で、サッカー選手としてのポジションはディフェンダー。山形県長井市出身。

## 来歴
本人曰く「5歳年上の姉が好きだった男の子がサッカーをしていたという理由で、小学校2年生の時に無理矢理やらされた」のがサッカーを始めたきっかけとのこと。元々は攻撃的なポジションだったが、山形中央高校サッカー部時代にボランチに、専修大学進学後にセンターバックへ転向。2008年、柏レイソルの特別指定選手に登録された が、出場機会はなかった。
2010年、柏へ正式加入。J2第35節サガン鳥栖戦で公式戦初出場を果たすが、出場機会を求めて2011年に栃木SCへ期限付き移籍。レギュラーとしてリーグ戦33試合に出場し、3得点を記録した。
2012年、柏へ復帰。リーグ戦は5試合の出場に留まったが、第92回天皇杯決勝で負傷の近藤直也に代わって先発出場。前半35分に決勝点を挙げ、クラブ37年ぶりの優勝に貢献した。
2015年1月7日、ベガルタ仙台への完全移籍が発表された。移籍後はレギュラーに定着。特にファーストステージは16試合に出場して3得点を挙げ、攻守両面にわたる活躍を見せ、7位躍進の原動力となった。結局この年は、累積警告による出場停止1試合と、負傷による欠場3試合を除いた30試合に出場し、3得点を挙げた。
2016年12月8日、ヴィッセル神戸への完全移籍が発表された。加入後はレギュラーに定着していたが、2019シーズンに同年新加入のダンクレーが加入したことによって、カップ戦要員に周り、2020シーズン終了後、契約満了により神戸を退団。
2021年1月4日、仙台時代の指揮官である渡邉晋が監督に就任したレノファ山口FCへの完全移籍が発表された。
2022年シーズンはキャプテンを務めたが、同年10月4日、同シーズン限りで現役を引退することが発表された。視力の低下でプレーに支障を来したのが理由であるという。
同年12月15日、レノファ山口FCの運営法人である株式会社レノファ山口の代表取締役社長に就任することが発表された。それまでの社長だった小山文彦（代表取締役会長に異動）が現役引退に際して渡部をクラブに引き留めたといい、会長に就任する小山が事務や財務などを担当し、渡部は営業活動やチーム強化などを担当する予定。プロサッカー選手経験者がクラブ幹部に就く例は複数あるが、現役引退後すぐにクラブ幹部に就任する例は極めて異例である。

## エピソード
- ニックネームは「ムーディ」。
- 山形中央高校に進学したのは、仙台時代の先輩でもある菅井直樹に憧れてのことだという[14]。
- 柏の背番号2は小林亮（2005年-2007年）、鎌田次郎（2008年-2009年）、渡部と三代続けて大学出の新卒選手（鎌田は渡部同様、柏の特別指定選手経験あり）が着用していた。
- 2011年12月23日「日本プロサッカー選手会 クリスマス・チャリティーサッカー2011」に、東北選抜チームで出場した。
- 柏時代に出場したAFCチャンピオンズリーグ2013グループリーグ第4戦水原三星ブルーウィングス戦では、渡部のマークを受けた鄭大世が試合後「ヘディングの競り合いでほとんど勝てなかった。23番（渡部）、すごい良い選手。すごいヘディングが強い」と脱帽していた[15]。
- 山口移籍後の2021年に、山口県防府市で就学児を対象にした放課後等デイサービス事業を行う「株式会社ESPORTES」を設立している。

## 所属クラブ
- 長井市立長井南中学校
- 2003年 - 2005年 山形県立山形中央高等学校
- 2006年 - 2009年 専修大学
  - 2008年 柏レイソル (特別指定選手)
- 2010年 - 2014年  柏レイソル
  - 2011年  栃木SC (期限付き移籍)
- 2015年 - 2016年  ベガルタ仙台
- 2017年 - 2020年  ヴィッセル神戸
- 2021年 - 2022年  レノファ山口FC

## 個人成績
| 国内大会個人成績 | 国内大会個人成績 | 国内大会個人成績 | 国内大会個人成績 | 国内大会個人成績 | 国内大会個人成績 | 国内大会個人成績 | 国内大会個人成績 | 国内大会個人成績 | 国内大会個人成績 | 国内大会個人成績 | 国内大会個人成績 |
| 年度             | クラブ           | 背番号           | リーグ           | リーグ戦         | リーグ戦         | リーグ杯         | リーグ杯         | オープン杯       | オープン杯       | 期間通算         | 期間通算         |
| 年度             | クラブ           | 背番号           | リーグ           | 出場             | 得点             | 出場             | 得点             | 出場             | 得点             | 出場             | 得点             |
| 日本             | 日本             | 日本             | 日本             | リーグ戦         | リーグ戦         | リーグ杯         | リーグ杯         | 天皇杯           | 天皇杯           | 期間通算         | 期間通算         |
| ---------------- | ---------------- | ---------------- | ---------------- | ---------------- | ---------------- | ---------------- | ---------------- | ---------------- | ---------------- | ---------------- | ---------------- |
| 2010             | 柏               | 2                | J2               | 2                | 0                | -                | -                | 0                | 0                | 2                | 0                |
| 2011             | 栃木             | 23               | J2               | 33               | 3                | -                | -                | 2                | 0                | 35               | 3                |
| 2012             | 柏               | 23               | J1               | 5                | 0                | 1                | 0                | 2                | 1                | 8                | 1                |
| 2013             | 柏               | 23               | J1               | 12               | 1                | 2                | 0                | 2                | 0                | 16               | 1                |
| 2014             | 柏               | 23               | J1               | 23               | 1                | 8                | 2                | 2                | 0                | 33               | 3                |
| 2015             | 仙台             | 3                | J1               | 30               | 3                | 5                | 0                | 3                | 0                | 38               | 3                |
| 2016             | 仙台             | 3                | J1               | 33               | 3                | 2                | 0                | 1                | 0                | 36               | 2                |
| 2017             | 神戸             | 3                | J1               | 33               | 3                | 4                | 0                | 5                | 0                | 42               | 3                |
| 2018             | 神戸             | 3                | J1               | 26               | 0                | 2                | 0                | 3                | 0                | 31               | 0                |
| 2019             | 神戸             | 3                | J1               | 6                | 0                | 6                | 0                | 2                | 0                | 14               | 0                |
| 2020             | 神戸             | 3                | J1               | 15               | 0                | 1                | 0                | -                | -                | 16               | 0                |
| 2021             | 山口             | 6                | J2               | 42               | 3                | -                | -                | 0                | 0                | 42               | 3                |
| 2022             | 山口             | 6                | J2               | 34               | 1                | -                | -                | 1                | 0                | 35               | 1                |
| 通算             | 日本             | 日本             | J1               | 183              | 11               | 31               | 2                | 20               | 1                | 234              | 14               |
| 通算             | 日本             | 日本             | J2               | 111              | 7                | -                | -                | 2                | 0                | 114              | 7                |
| 総通算           | 総通算           | 総通算           | 総通算           | 294              | 18               | 31               | 2                | 22               | 1                | 348              | 21               |

- Jリーグ初出場 - 2010年11月20日 J2第35節 サガン鳥栖戦 (ベストアメニティスタジアム)
- Jリーグ初得点 - 2011年5月4日 J2第10節 ファジアーノ岡山戦 (kankoスタジアム)

| 国際大会個人成績 | 国際大会個人成績 | 国際大会個人成績 | 国際大会個人成績 | 国際大会個人成績 |
| 年度             | クラブ           | 背番号           | 出場             | 得点             |
| AFC              | AFC              | AFC              | ACL              | ACL              |
| ---------------- | ---------------- | ---------------- | ---------------- | ---------------- |
| 2012             | 柏               | 23               | 2                | 0                |
| 2013             | 柏               | 23               | 5                | 1                |
| 2020             | 神戸             | 3                | 3                | 0                |
| 通算             | AFC              | AFC              | 10               | 1                |

その他の国際公式戦
- 2014年 スルガ銀行チャンピオンシップ 1試合0得点

## タイトル
柏レイソル
- Jリーグ ディヴィジョン2 : 2010年
- FUJI XEROX SUPER CUP : 2012年
- 天皇杯全日本サッカー選手権大会 : 2012年
- ヤマザキナビスコカップ : 2013年
- スルガ銀行チャンピオンシップ : 2014年

ヴィッセル神戸
- 天皇杯全日本サッカー選手権大会 : 2019年
- FUJI XEROX SUPER CUP：2020年